# Peristedion riversandersoni
Peristedion riversandersoni är en fiskart som beskrevs av Alcock, 1894. Peristedion riversandersoni ingår i släktet Peristedion och familjen Peristediidae. Inga underarter finns listade i Catalogue of Life.